# Caloplaca thracopontica
Caloplaca thracopontica är en lavart som beskrevs av Vondrák & Šoun. Caloplaca thracopontica ingår i släktet orangelavar och familjen Teloschistaceae.   Inga underarter finns listade i Catalogue of Life.